# 大巴斯特格拉本河

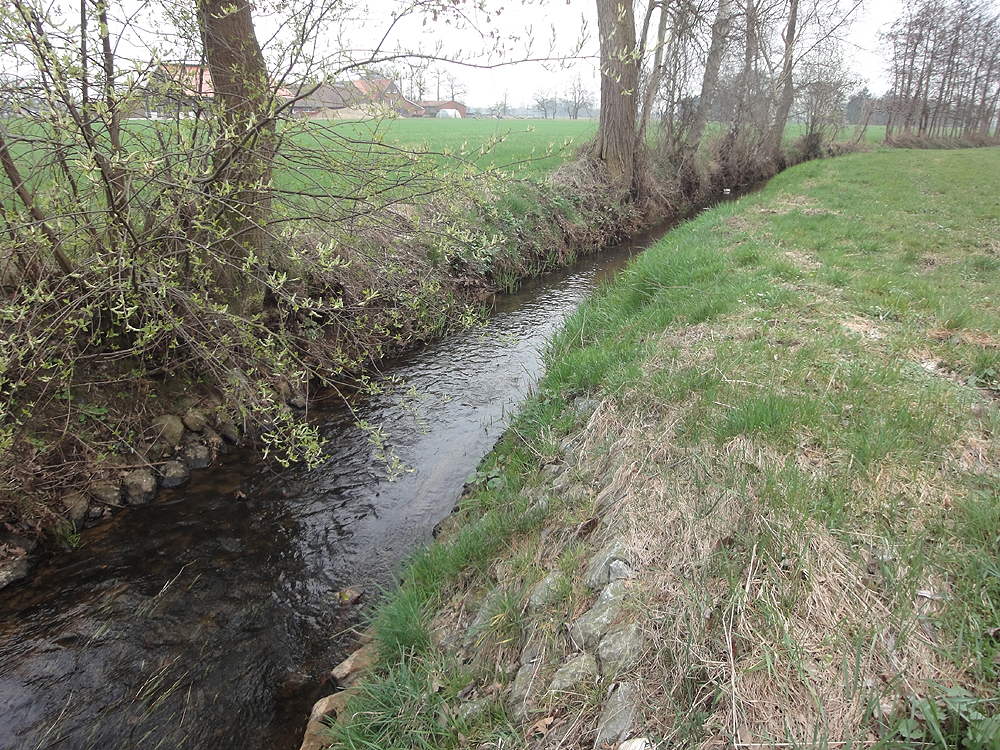

51°50′59″N 8°23′26″E / 51.84972°N 8.39056°E
大巴斯特格拉本河（德語：Großer Bastergraben），是德國的河流，位於該國西部，流經北萊茵-威斯特法倫州，屬於瓦珀爾巴赫河的右支流，河道全長10.6公里，發源自費爾，河口處在雷達-維登布呂克以東。